# Andrés Dorantes de Laguna
Andrés Dorantes de Laguna (Corona de Castilla, Monarquía Hispánica c. mediados del siglo XVI - Santiago de Guatemala c. 1658) fue un español que ejerció el cargo de alcalde mayor de San Salvador desde 1607 a 1614.

## Biografía
Andrés Dorantes de Laguna nació en algún lugar indeterminado de la Corona de Castilla de la Monarquía Hispánica alrededor de mediados del siglo XVI, siendo hijo de Baltazar Dorantes y María Bravo de Laguna; muy probablemente su familia tenía influencia en la corte española. En su adultez se casaría con Juana de Granados.
En el año de 1605 el rey Felipe III lo designó como alcalde mayor de San Salvador; por lo que el 7 de mayo de 1607, zarparía rumbo al continente americano en la nao del Maese Santiago de Arrieta, desembarcaría en Veracruz y luego se dirigiría vía terrestre a Santiago de Guatemala y de ahí a San Salvador, tomando posesión de su cargo en ese año de 1607. Asimismo, el 22 de diciembre de 1605, el rey le ordenó a la Real Audiencia de Guatemala que no enviará jueces de comisión para asuntos de poca monta durante la administración de Dorantes de Laguna.
Ejercería el cargo de alcalde mayor hasta el año de 1614; posteriormente el 26 de mayo de ese año la real audiencia guatemalteca le avisaría a su sucesor Pedro Farfán de los Godos que Dorantes de Laguna solicitaba que las condenaciónes de su juicio de residencia menores de 20 000 maravedies sean pagadas de inmediato, mientras que las que excedan esa cantidad sean depositadas hasta la confirmación de la sentencia.
Residiría en la ciudad de Santiago de Guatemala, donde fallecería por el año de 1658.